# François Bondy
François Bondy (ur. 1 stycznia 1915 w Berlinie, zm. 27 maja 2003 w Zurychu) – szwajcarski pisarz, dziennikarz i wydawca.

## Życiorys
W dzieciństwie często zmieniał wraz z rodzicami miejsce zamieszkania z uwagi na charakter pracy jego ojca, reżysera teatralnego. Posiadał obywatelstwo czechosłowackie, a od 1931 szwajcarskie. W 1933 zdał maturę w Nicei. Następnie studiował w Paryżu, początkowo zoologię, następnie germanistykę. Po studiach pracował jako dziennikarz gazety giełdowej wydawanej przez Agence Economique et Financiere. W 1936 wstąpił do Francuskiej Partii Komunistycznej, jednak opuścił ją w 1939 pod wpływem doniesień o procesach moskiewskich. Po zajęciu Francji przez Niemcy został wydalony do Szwajcarii, zamieszkał w Zurychu. Pracował w tygodniku „Die Weltwoche”, współtworzył pismo „Svizzera Italiana”. Po II wojnie światowej współpracował z pismem „Der Monat”, uczestniczył w 1950 w Kongresie Wolności Kultury. W 1951 został redaktorem naczelnym francuskiego kulturalnego pisma „Preuves”, które propagowało ideę wspólnej Europy i było jednoznacznie antykomunistyczne, miało przy tym ambicje odtworzenia europejskiego życia intelektualnego, literackiego i artystycznego. W tej roli należał do wpływowych komentatorów życia politycznego i kulturalnego. W 1969 powrócił do Zurychu, do 1986 prowadził dział kulturalny tygodnika „Die Weltwoche”', był członkiem redakcji miesięcznika „Schweizer Monat”.
Był promotorem twórczości Witolda Gombrowicza, tłumaczył na niemiecki prace Emila Ciorana, Benedetto Croce, współpracował i przyjaźnił się z Ignaziem Silone, Konstantym Jeleńskim, Nathalie Sarraute i Romainem Gary.